# Föltjärnen (Rengsjö socken, Hälsingland)
Föltjärnen är en sjö i Bollnäs kommun i Hälsingland och ingår i Norralaåns huvudavrinningsområde. Sjön är 11,3 meter djup och är belägen 132 meter över havet.